# Горній Вукоєваць
Горній Вукоєваць (хорв. Gornji Vukojevac) — населений пункт у Хорватії, у Сисацько-Мославинській жупанії у складі громади Лекеник.

## Населення
Населення за даними перепису 2011 року становило 67 осіб.
Динаміка чисельності населення поселення:

## Клімат
Середня річна температура становить 10,64 °C, середня максимальна – 24,95 °C, а середня мінімальна – -5,85 °C. Середня річна кількість опадів – 911 мм.
| Клімат поселення                              | Клімат поселення | Клімат поселення | Клімат поселення | Клімат поселення | Клімат поселення | Клімат поселення | Клімат поселення | Клімат поселення | Клімат поселення | Клімат поселення | Клімат поселення | Клімат поселення | Клімат поселення |
| Показник                                      | Січ.             | Лют.             | Бер.             | Квіт.            | Трав.            | Черв.            | Лип.             | Серп.            | Вер.             | Жовт.            | Лист.            | Груд.            |                  |
| Середній максимум, °C                         | 6,77             | 8,43             | 12,88            | 17,16            | 21,86            | 24,95            | 24,01            | 23,40            | 19,67            | 14,62            | 8,87             | 4,98             |                  |
| Середня температура, °C                       | 0,46             | 2,12             | 6,58             | 10,84            | 15,54            | 18,64            | 20,32            | 19,70            | 15,99            | 10,93            | 5,18             | 1,31             |                  |
| Середній мінімум, °C                          | −5,85            | −4,2             | 0,27             | 4,52             | 9,23             | 12,32            | 16,65            | 16,01            | 12,29            | 7,26             | 1,51             | −2,36            |                  |
| Норма опадів, мм                              | 54               | 52               | 61               | 71               | 78               | 93               | 82               | 89               | 85               | 88               | 90               | 68               |                  |
| Середньомісячна швидкість вітру, м/с          | 1.78             | 1.90             | 2.30             | 2.20             | 2.03             | 1.90             | 1.80             | 1.70             | 1.69             | 1.70             | 1.80             | 1.80             |                  |
| Середньомісячна сонячна радіація, кДж/м²·день | 4227             | 6919             | 10564            | 15042            | 19216            | 21179            | 22113            | 19376            | 14286            | 8759             | 4645             | 3399             |                  |
| --------------------------------------------- | ---------------- | ---------------- | ---------------- | ---------------- | ---------------- | ---------------- | ---------------- | ---------------- | ---------------- | ---------------- | ---------------- | ---------------- | ---------------- |
| Джерело:                                      |                  |                  |                  |                  |                  |                  |                  |                  |                  |                  |                  |                  |                  |